# 태양은 친구 힘내라! 소라에몽호
태양은 친구 힘내라! 소라에몽호(일본어: 太陽は友だち がんばれ!ソラえもん号 타이욘와 도모다치 간바레 소라에몽고우[*])는 후지코 F. 후지오의 만화 《도라에몽》의 영화. 1993년 3월 6일 개봉.

## 개요
《도라에몽 노비타와 양철의 미궁》의 동시상영작으로 제작된 작품. 애니메이션이 아닌 실사 영화이며 실제로 제작된 태양열 자동차 〈소라에몽호〉를 노비타가 시즈카(등장인물 모두 인형으로 제작되었다)에게 소개하는 이색적인 작품이다. 내용은 소라에몽호의 기능 및 특징과 솔러카랠리에 참가하는 모양의 소개가 주이며 특히 이야기성으로 전개되지 않는다.
감독은 다카하시 쥰.
배급 수입, 관객동원수, 배급에 대해서는 ja:ドラえもん のび太とブリキの迷宮 문서를 참고한다.

## 소라에몽호
본작에 등장하는 소라에몽호란, 타미야에서 시판되고 있던 "소라에몽호 공작 세트"를 모티브로 한 것이며 쇼가쿠칸의 의뢰 하에 오사카의 유한회사인 시바에서 실차로 제작된 태양열 자동차이다. 외관은 공작 세트 완성품과 거의 같고 대나무 헬리콥터를 붙인 도라에몽이 엎드린 뒤 두 주먹을 앞으로 내밀고 허리에 망토를 걸쳐 입은듯한 모습을 하고 있다. 망토 부분에 태양 전지, 손과 발에 타이어가 내장되어 있어 마치 슈퍼맨이 하늘을 날아갈듯한 자세로 지상을 달리는 구조로 되어 있다. 현재는 세계 최고의 FIA 공인 솔러카 레이스 드림컵 솔러카 레이스 스즈카의 연승팀으로 유명하며 오사카 산업대학에서 보관, 유지 관리를 실시하고 있으며 각지의 초등학교, 각종 공공 시설에 출전 환경 교육이나 전시에서 그의 활약의 장소를 펼치고 있다.
- 작중에서 소개된 소라에몽호의 주요 기능
  - 눈의 형태를 바꿔 표정을 다르게 만들 수도 있다.
  - 목걸이의 방울에 스피커가 있으며 오오야마 노부요에 의한 대사를 말할 수 있다(현재에는 고장으로 인해 철거되고 방울은 장식이 되었다).
  - 꼬리에 후방확인용 카메라가 있다(운전석 내에서의 모니터로 촬영한 것을 볼 수 있다).
  - 타이어의 공기입도 도라에몽형.

일본 국내외의 많은 솔러카 레이스에도 출전하고 있으며 본 작중에서는 1992년 아사히 솔러카랠리에 출전하고 있는 모습이 소개되고 있다.
또한 솔러카 레이스 출전이 끝난 후 소라에몽호는 쇼가쿠칸 대신 타미야가 보존하고 있었지만 2008년 5월 레스토어된 이후 오사카 산업대학에 보존되어 있다.
2012년 3월에는 타미야에서 〈도라에몽 솔러카 〈소라에몽호〉 공작 세트〉의 리뉴얼판이 발매되었다. 본체는 같지만 솔러 패널이 삼각형에서 사각형이 되어 발전 전류가 기존보다 30% 증가하고 있다.

## 목소리 출연
- 노비타 - 오오하라 노리코
- 시즈카 - 노무라 미치코
- 소라에몽호 - 오오야마 노부요

## 수상 내역
- 제11회 골든 글로스상 우수 은상

## 참고 문헌
- 비디오 《도라미짱 헬로 공룡 키즈!! / 태양은 친구 힘내라! 소라에몽호》 도호, 1996년.

## 같이 보기
- 도라에몽
- 후지코 F. 후지오
- 도라에몽 파생 작품